# Pont Butin
Pour les articles homonymes, voir Butin.
Le pont Butin est un pont routier et piéton sur le Rhône, situé dans le canton de Genève, en Suisse.

## Localisation
Le pont Butin est le neuvième pont le plus en amont du Rhône après sa sortie du lac Léman. C'est également le premier pont routier après la jonction du Rhône avec l'Arve. Il relie les localités d'Aïre sur la rive droite et du Petit-Lancy sur la rive gauche.

## Histoire

### Traille et bac
Un bac reliait dès 1782 Aïre et Saint-Georges, environ 500 mètres en aval du pont actuel, au droit du chemin John Branchu sur la rive droite, au bas des champs de la ferme de Saint-George sur la rive gauche. Un câble liait les deux rives, et un bac léger permettait de traverser avec la seule force du courant. Le terme de « traille » s'appliquait au câble et au bac.  Un règlement du Conseil d’État accorde une concession le 24 mai 1848 pour un service de bac. Ce droit est renouvelé le 13 avril 1886 en faveur de John Branchu, homme politique local. Le bac a fonctionné dès lors sans interruption jusqu’en 1927, quand le pont est mis en service. Au haut du chemin sur la rive droite se trouvait le « Café du Bac », aussi tenu par John Branchu (et démoli en 1975).

### Construction du pont
C’est le 21 juin 1913 que le Grand Conseil genevois accepte le legs d’un million de francs de David Butin, ancien marchand de fer, destiné à faciliter l’édification d’un pont sur le Rhône entre les communes de Lancy et de Vernier.
Le fribourgeois Jules Jaeger et le grison Richard Coray sont alors appelés à Genève pour superviser la construction de ce pont dont le tablier inférieur devait accueillir une nouvelle ligne de chemin de fer. Toutefois, pour des raisons financières, la partie ferroviaire de raccordement inter-rives entre la gare Cornavin et la gare de triage de La Praille ne sera pas finalement réalisée sous le pont, mais établie dès 1946 par le viaduc de la Jonction.
Commencés en 1916, les travaux sont interrompus après l'effondrement d'une pile le 6 juillet 1924. Le pont ne sera finalement terminé qu'en 1926 et coûta finalement plus de 11 millions de francs. 
La construction du pont a coïncidé avec des changements importants pour les ouvriers. Ils gagnaient en 1914 entre 48 et 68 centimes de l’heure pour sept jours de travail, alors qu’en 1926 les salaires se montaient à 1,10 à 1,50 franc de l’heure pour six jours de travail. 190 ouvriers ont travaillé sur ce chantier, dont cinq sont morts pour diverses raisons.

### Réfections
En 1970, le pont est agrandi et deux voies de circulations sont ajoutées. 
En 2000, d'importants travaux de réfection sont entrepris, amenant en particulier à la création de deux pistes cyclables séparées du trafic ainsi qu'à la pose d'une séparation centrale formée de blocs de béton.
Il y aurait eu 16 suicides depuis le pont Butin de 2009 à 2018, selon la police genevoise. En une quinzaine années la moyenne monterait à deux suicides par an, selon une étude de prévention des suicides sur les ponts et les édifices menée en 2016 par l’Office fédéral des routes. Une barrière intitulée « les Roseaux du Rhône », haute de 2,60 mètres, est placée en 2018. Une convention a été signée entre le canton (propriétaire du pont), l’association Stop Suicide (maître d’ouvrage), et la fondation Hans Wilsdorf qui finance l’ouvrage. La hauteur de cette installation a provoqué un débat entre les tenants de la sécurité, les amoureux du panorama et la protection architecturale (la Commission des monuments, de la nature et des sites),.

### Tablier inférieur
Le tablier inférieur du pont a été conçu à l'origine pour le passage du train. Il mesure 273 mètres de long pour une largeur de 15 mètres et une hauteur de 12 mètres et se trouve flanqué en bordure de 30 arches de 6 mètres d'ouverture pour un total de 35 000 m2. 
Longtemps utilisée par la société Hispano-Suiza pour des essais de tirs, elle accueille ensuite un laboratoire d'aérotechnique et de soufflerie : le Groupe de compétences en mécanique des fluides et procédés énergétiques (CMEFE). Une proposition d'avril 2004 adressée au Grand Conseil demande la réalisation d'une maison « Science et Cité » dans cet espace.

## Technique
Le Pont-Butin mesure 268,94 m de long et est constitué de 5 arches de 48 mètres de haut surmontées chacune par 5 arcades supplémentaires.

## Nature
Des nichoirs ont été installés pour favoriser la présence de l’oreillard roux, du martinet, ou encore d’un couple de faucons pèlerins observés en 2022.

## Galeries

avant 2018
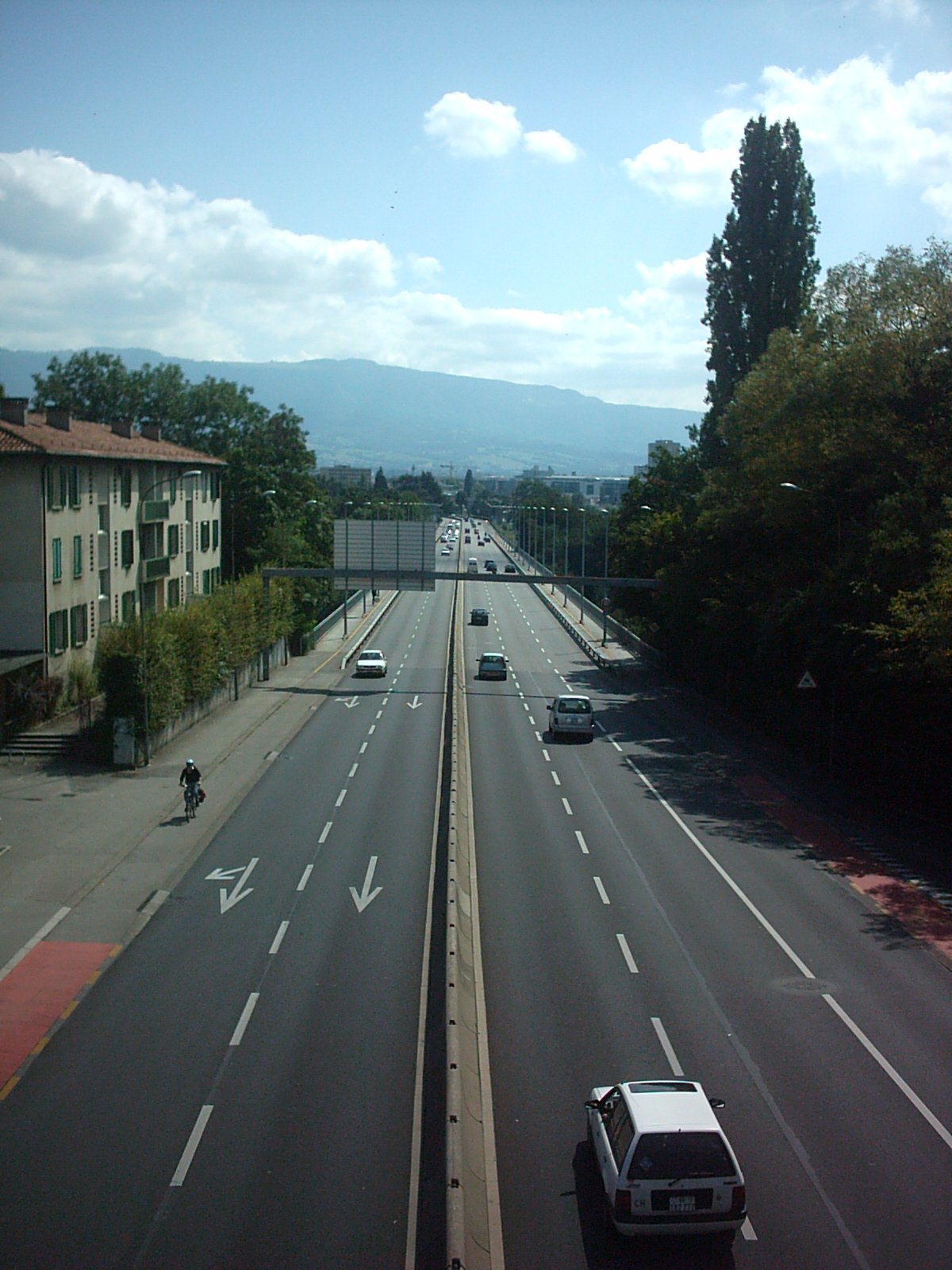
2007
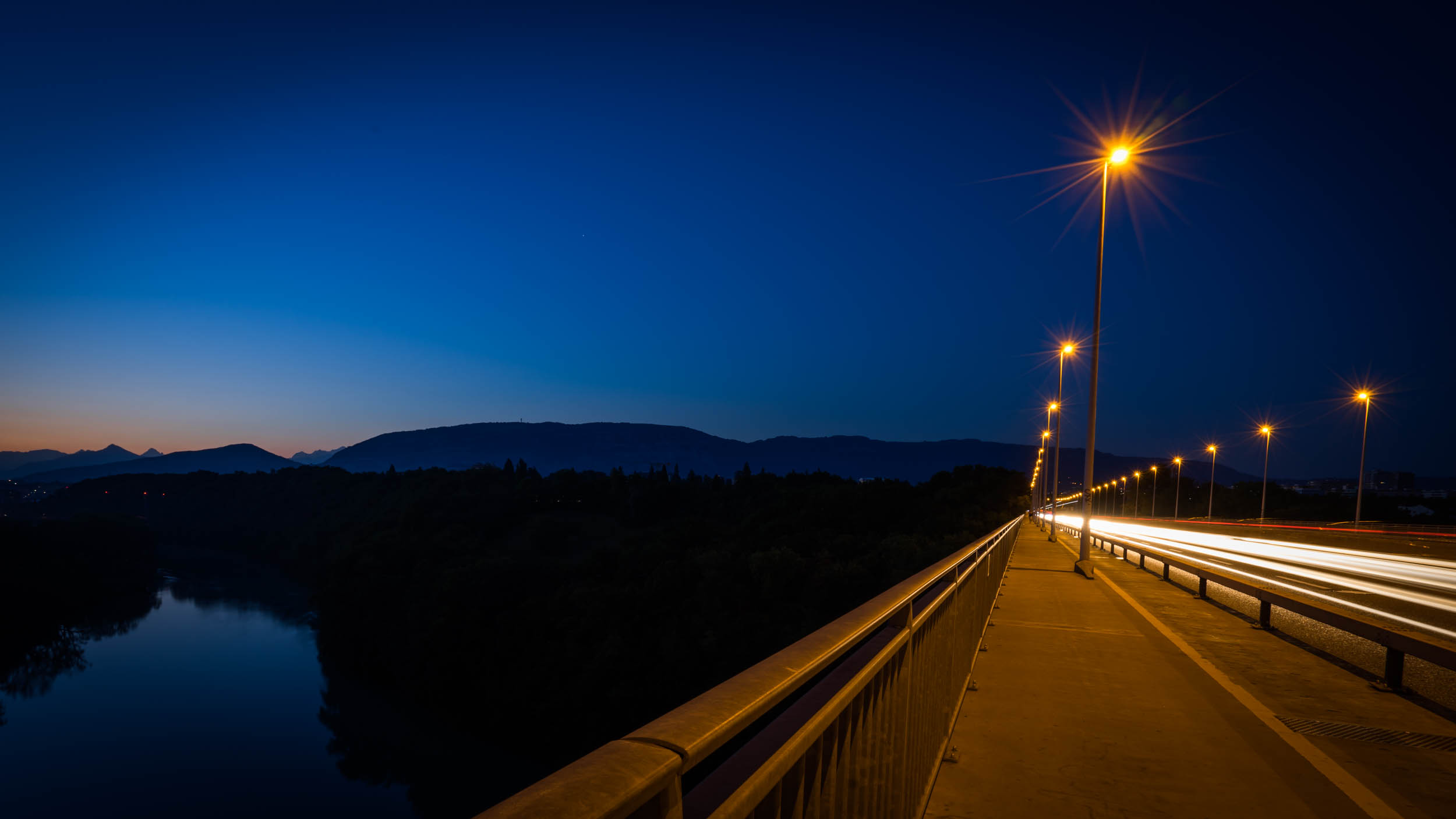
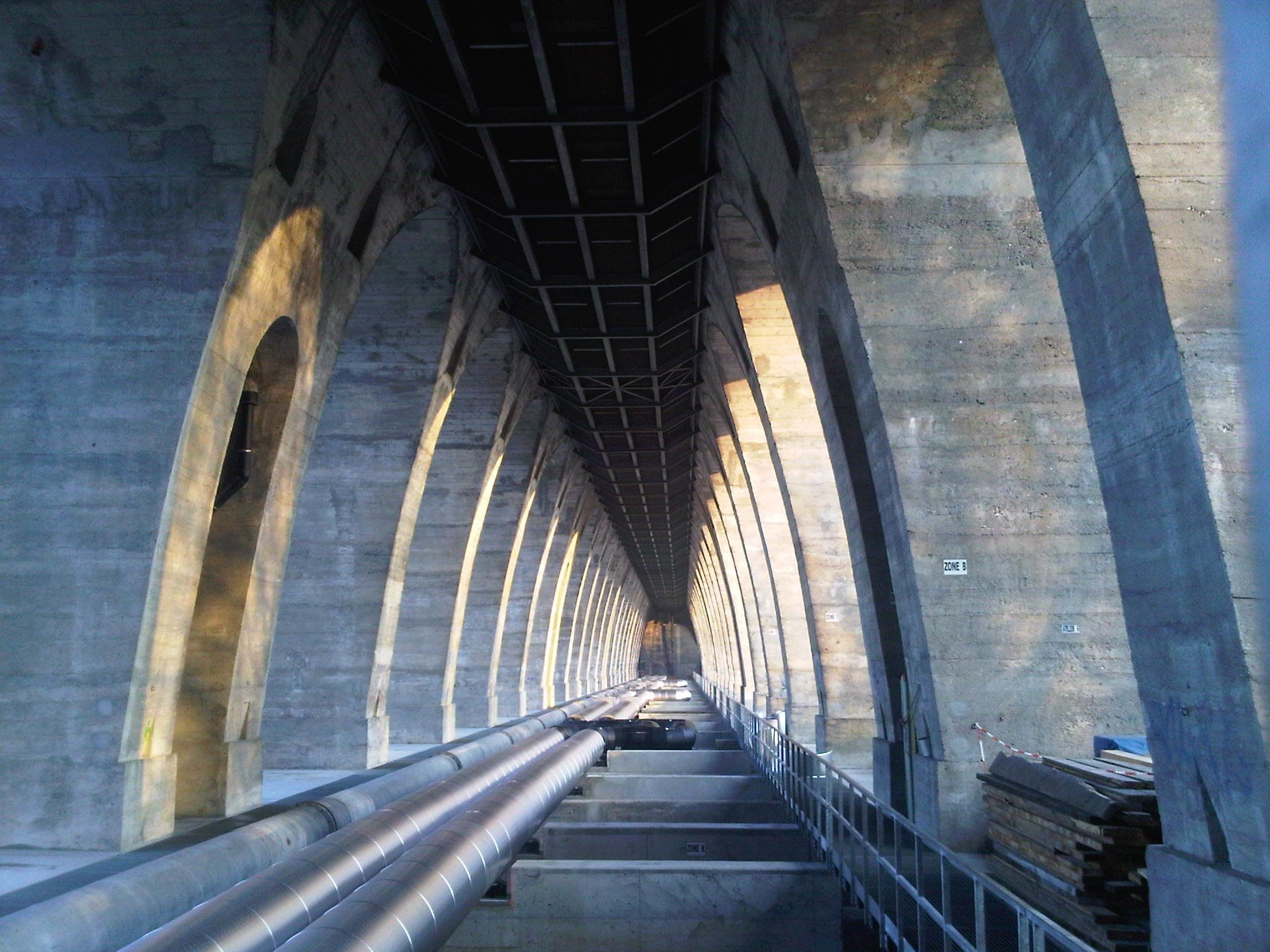
Tablier inférieur
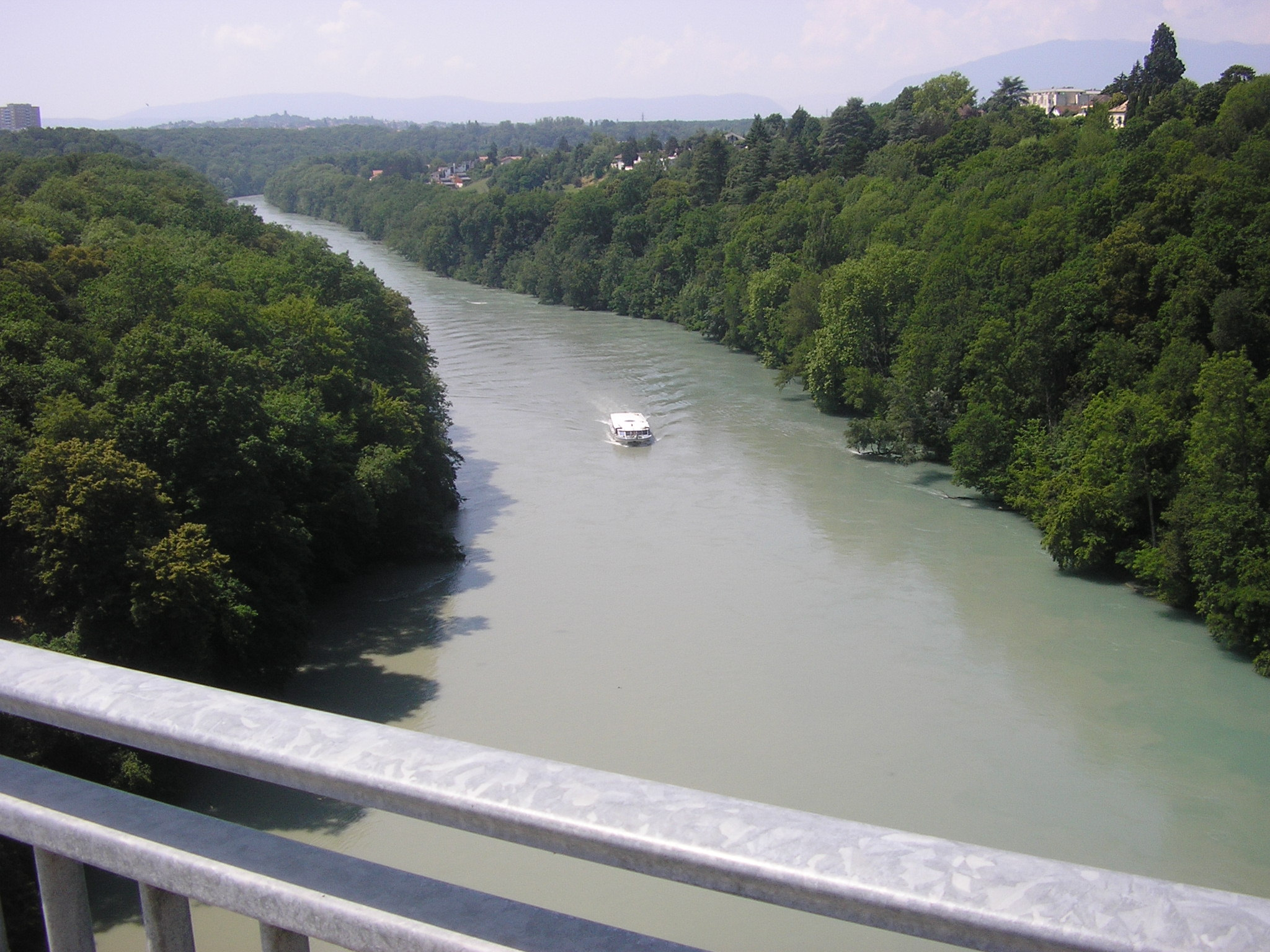
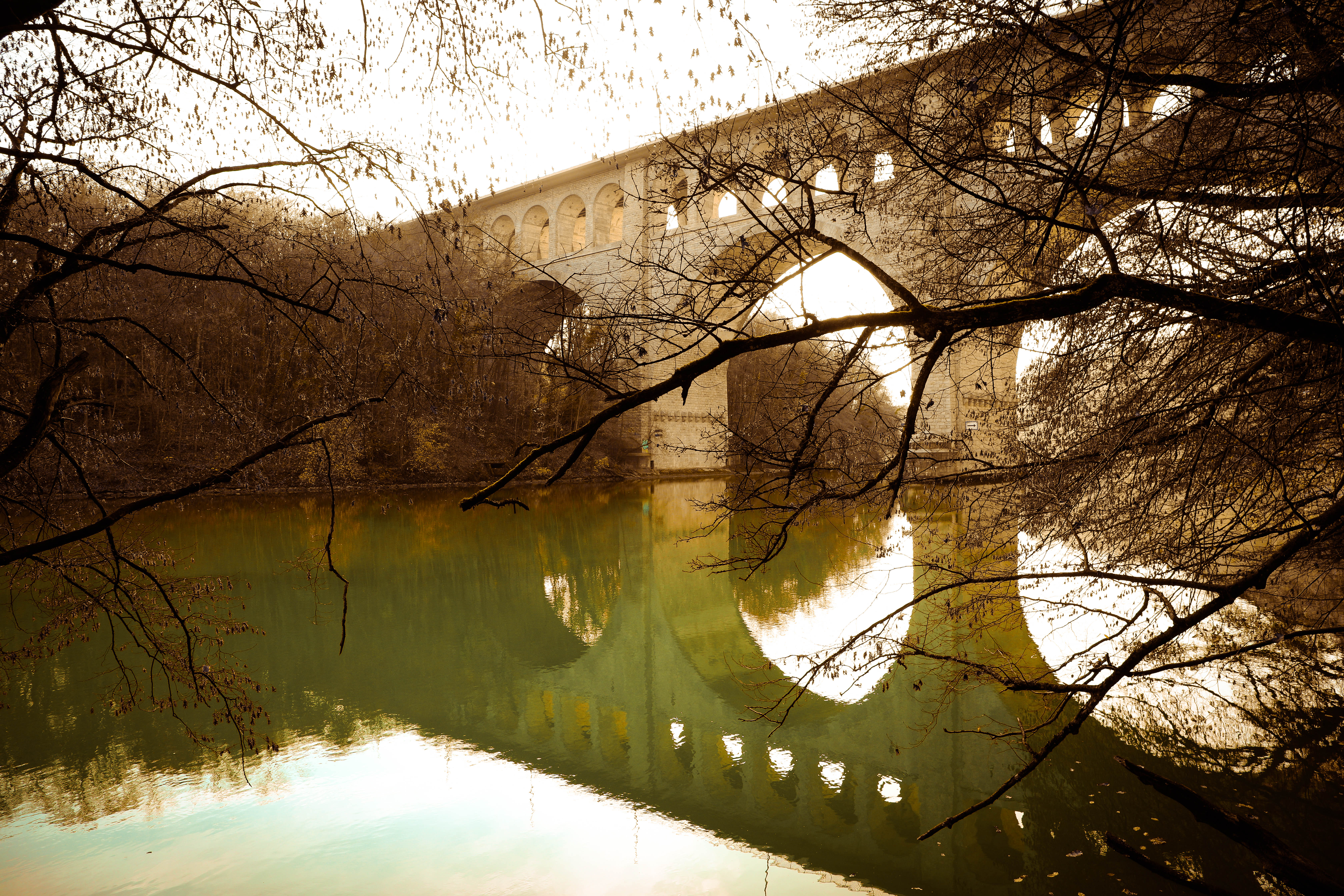
2017

dès 2018
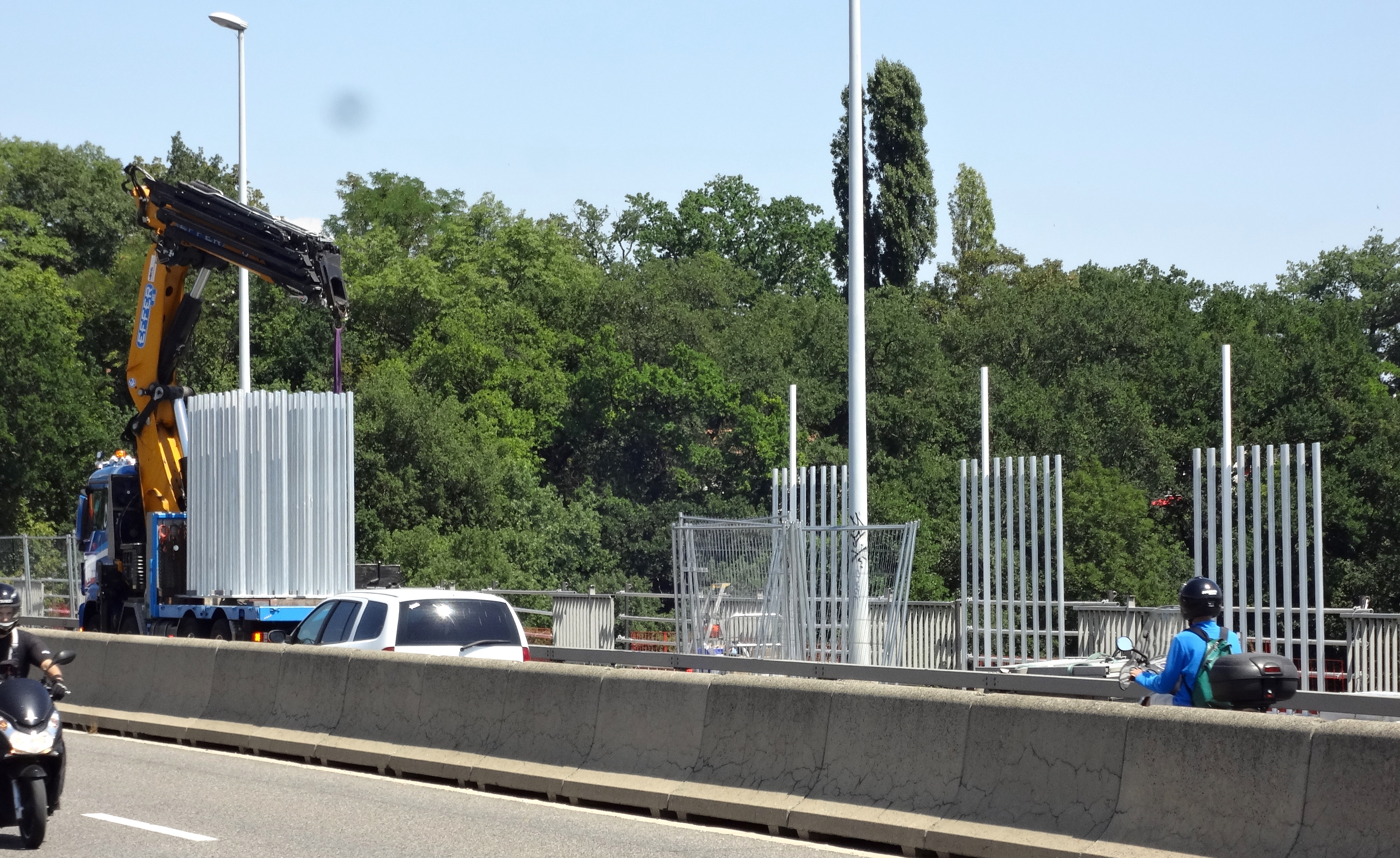
Travaux été 2018
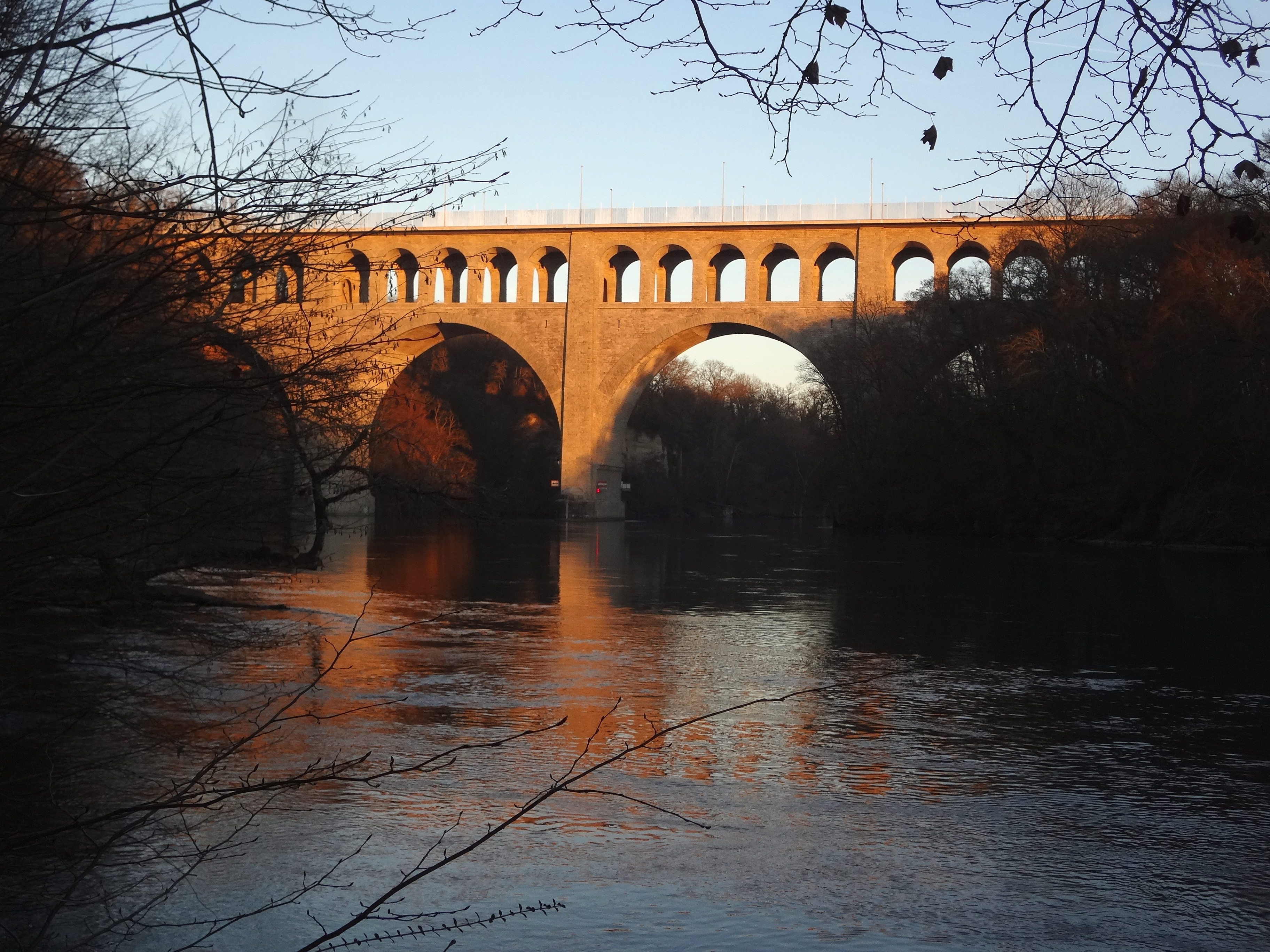
30 décembre 2018
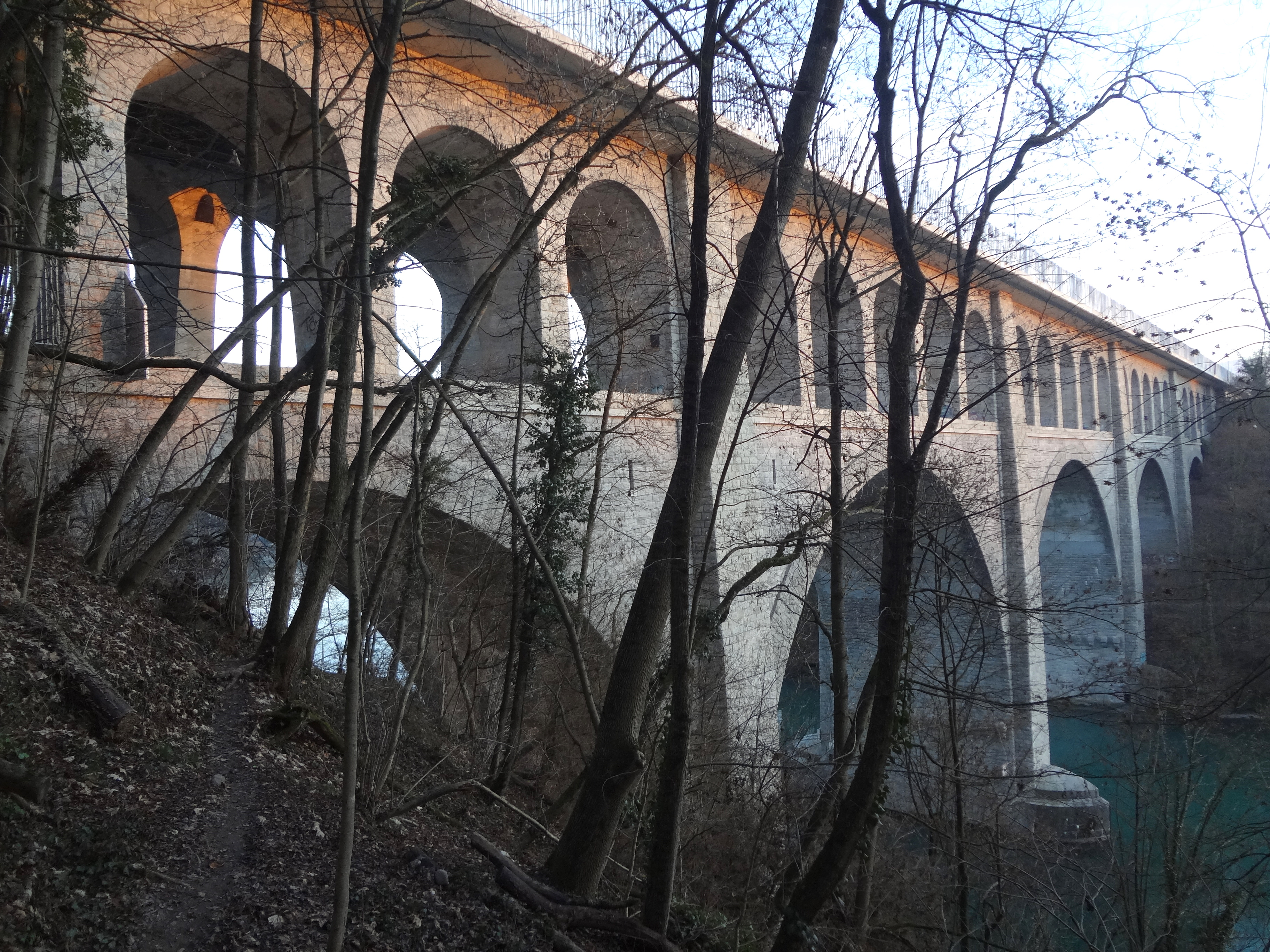
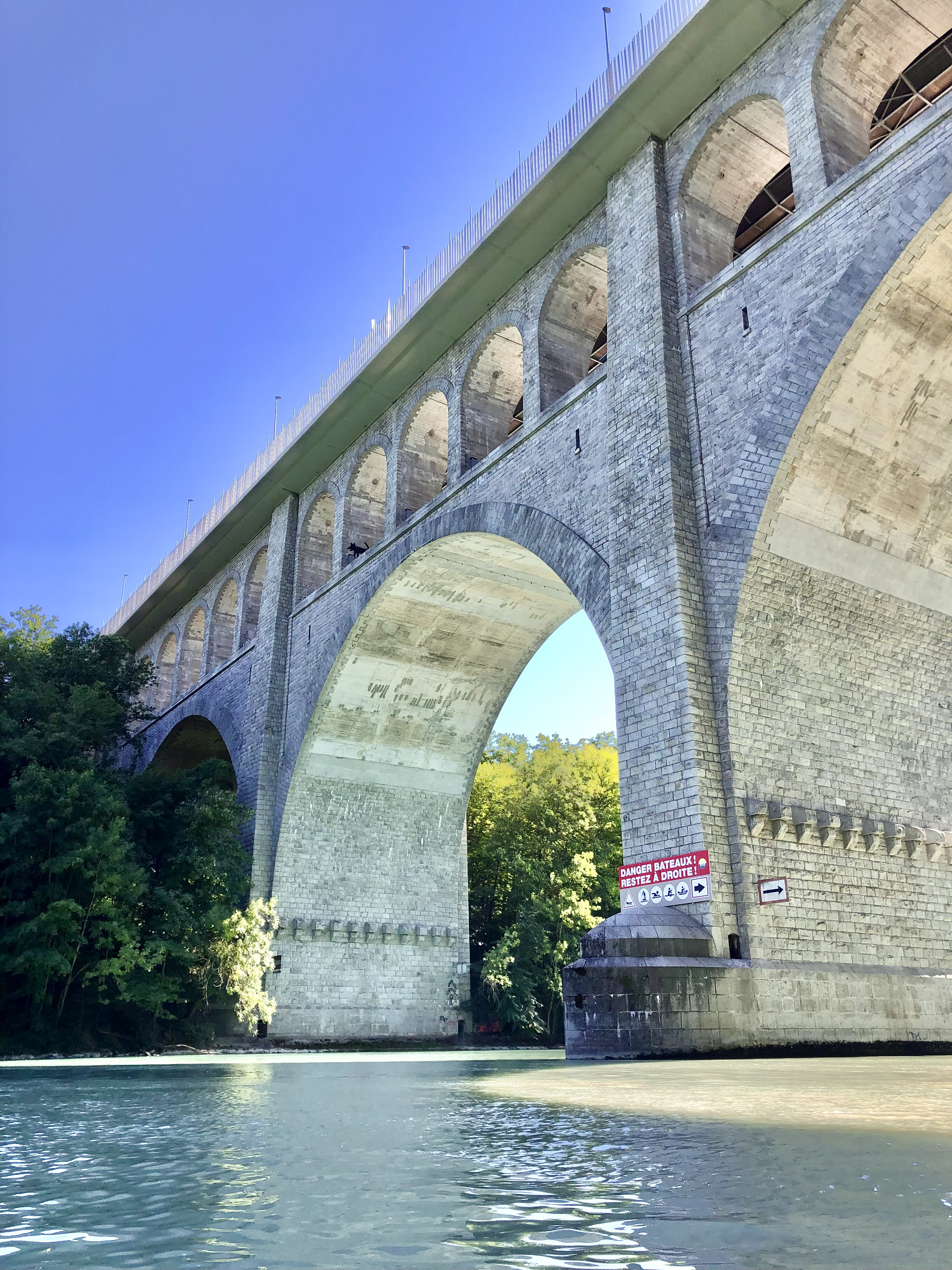
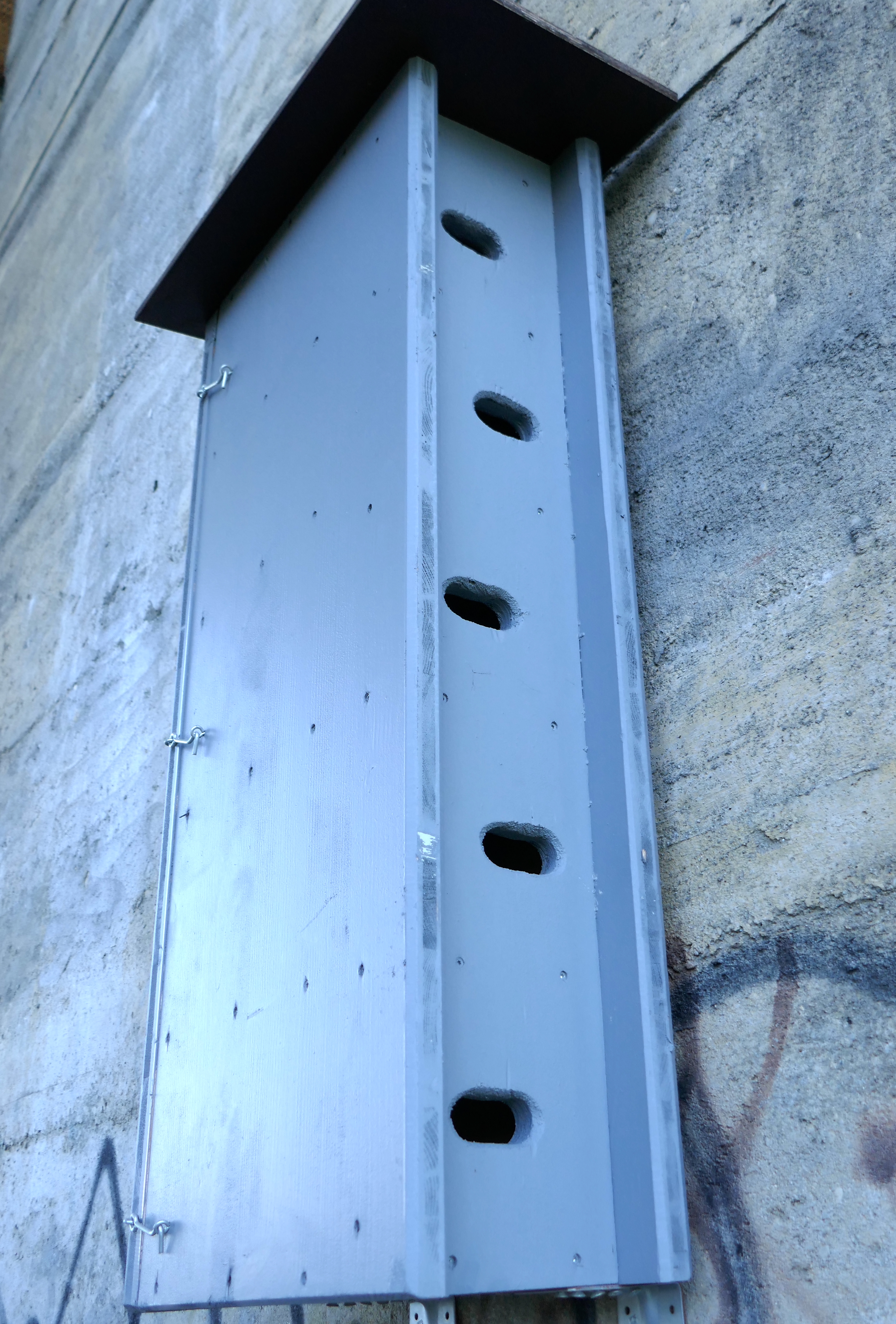
nichoir
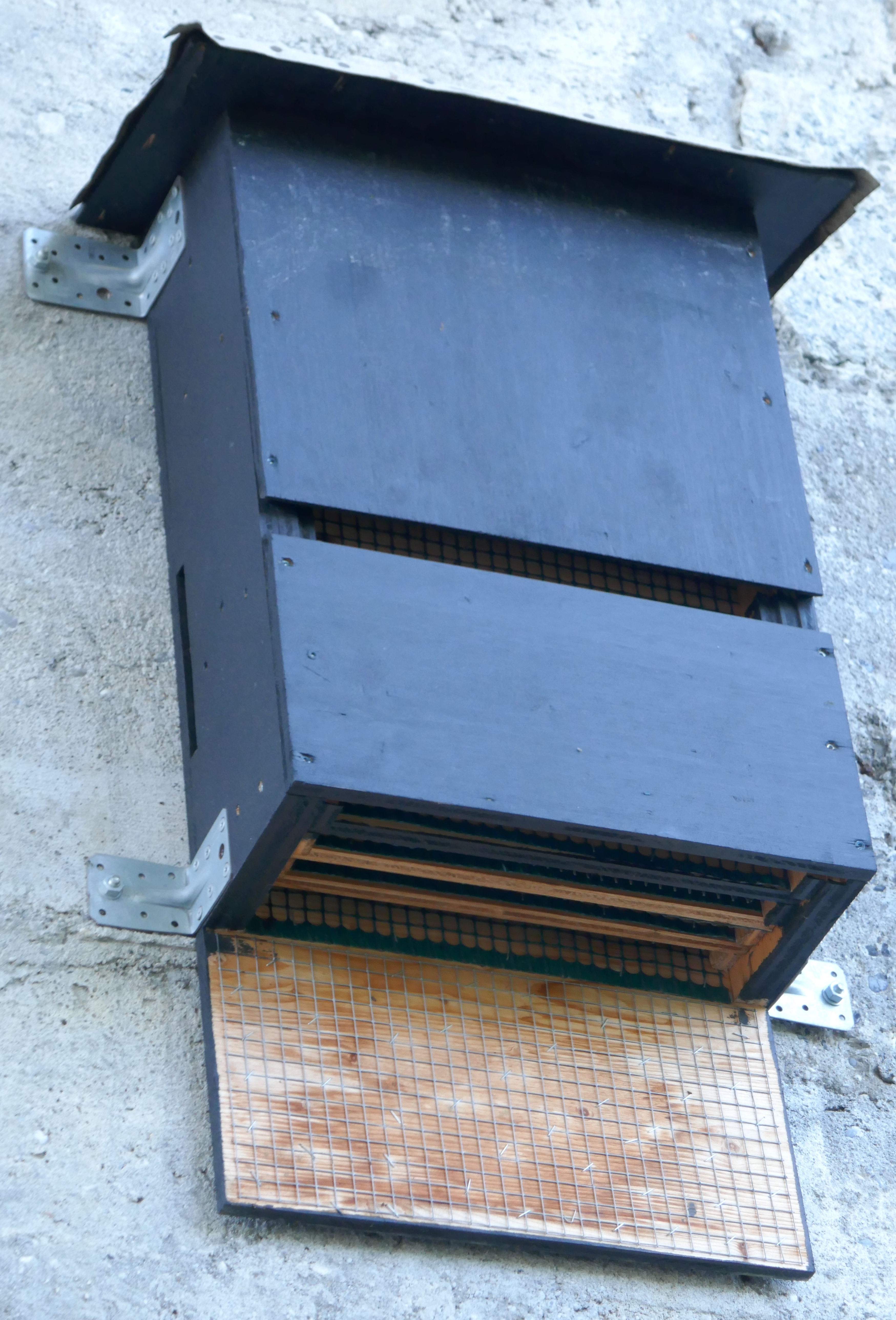
nichoir

## Sources